# Brentwood (Missouri)
Brentwood ist eine Stadt mit dem Status „City“ im St. Louis County des US-Bundesstaates Missouri. Das U.S. Census Bureau hat bei der Volkszählung 2020 eine Einwohnerzahl von 8.233 ermittelt.

## Geographie
Die Koordinaten von Brentwood liegen bei 38°37'9" nördlicher Breite und 90°20'55" westlicher Länge.
Nach Angaben der United States Census 2010 erstreckt sich das Stadtgebiet von Brentwood über eine Fläche von 5,08 Quadratkilometer (1,96 sq mi).

## Bevölkerung
Nach der United States Census 2010 lebten in Brentwood 8055 Menschen verteilt auf 4136 Haushalte und 1832 Familien. Die Bevölkerungsdichte betrug 1585,6 Einwohner pro Quadratkilometer (4109,7/sq mi).
Die Bevölkerung setzte sich 2010 aus 87,5 % Weißen, 3,1 % Afroamerikanern, 6,8 % Asiaten, 0,1 % amerikanischen Ureinwohnern, 0,6 % aus anderen ethnischen Gruppen und 1,9 % stammten von zwei oder mehr Ethnien ab.
In 20,8 % der Haushalten lebten Personen unter 18 Jahre und in 9,5 % Menschen die 65 Jahre oder älter waren. Das Durchschnittsalter betrug 35 Jahre und 46,1 % der Einwohner waren Männlich.

## Belege
1. ↑  Explore Census Data Total Population in Brentwood city, Missouri. Abgerufen am 2. Februar 2023.
2. ↑   United States Census
3. ↑   American Fact Finder